# بيرسون موانزا
بيرسون موانزا (بالإنجليزية: Pearson Mwanza)‏ هو لاعب كرة قدم زامبي في مركز الوسط، ولد في 1968 في كيتوي في زامبيا، وتوفي بنفس المكان في 23 مارس 1997. شارك مع منتخب زامبيا لكرة القدم. أما مع النوادي، فقد لعب مع باور ديناموز ونادي المقاولون العرب.

## وصلات خارجية
- بيرسون موانزا على موقع الاتحاد الدولي (مؤرشف)  (الإنجليزية)
- بيرسون موانزا على موقع قاعدة بيانات كرة القدم.إي يو (الإنجليزية)
- بيرسون موانزا على موقع ناشيونال فوتبول تيمز (الإنجليزية)
- بيرسون موانزا على موقع أوليمبيديا (الإنجليزية)